# 大乌姆施塔特
大乌姆施塔特（德語：Groß-Umstadt，發音：[ɡʁoːs ˈʔʊmʃtat]）是德国黑森州达姆施塔特行政区达姆施塔特-迪堡县的城市，面积86.84平方千米，2023年12月31日人口为21,018人。

## 友好城市
- 法國 圣佩赖（1966年）
- 葡萄牙 圣蒂尔苏（1988年）
- 義大利 迪科马诺（2010年）